# Luna (cantante polaca)
Luna, seudónimo de Aleksandra Katarzyna Wielgomas, conocida anteriormente también como Ola Wielgomas (Varsovia, 28 de agosto de 1999), es una cantante polaca.
Representó a Polonia en el Festival de la Canción de Eurovisión 2024 con la canción The Tower.

## Biografía
Nacida en la capital polaca, tiene tres hermanos y es hija del empresario Andrzej Wielgomas. Su familia dirige la empresa familiar polaca de procesamiento de alimentos Dawtona. Estudió en la Escuela Nacional de Música "Tadeysz Baird" en Grodzisk Mazowiecki, recibiendo clases de violín. Entre 2015 y 2018, asistió a la carrera de Ciencias Jurídicas y Políticas, antes de iniciar sus estudios en la Universidad de Varsovia.
Su carrera musical comenzó a dar sus primeros pasos en 2010, cuando se incorporó al Artos Children's Choir del Gran Teatro de Varsovia, teniendo como profesora a Danuta Chmurska. Entre 2015 y 2017, protagonizó la comedia Cud albo Krakowiaki i Górale, interpretando el papel de una mujer originaria de Cracovia.
En 2018, comenzó a colaborar con el sello Kayax, parte del grupo Universal Music Polska, con el que lanzó su sencillo debut Na wzgórzach niepokoju. Al año siguiente, poco después del lanzamiento del sencillo Zastyga, comenzó a actuar en los principales festivales de música de Polonia como el Naturalnie Mazury Festival y el Pol'n'Rock Festival.
En 2020, Wielgomas colaboró con el letrista polaco Michał "Fox" Król, con quien lanzó el sencillo Luna, en el que se inspiraría su seudónimo. En noviembre del mismo año, lanzó el sencillo Zgaś, que fue honrado como una de las mejores canciones polacas del año y fue reproducido en las principales emisoras de radio nacionales. Tras el éxito de la canción, también se grabó una versión en inglés, que Blind lanzó al año siguiente.
El 19 de febrero de 2024, se anunció que la emisora polaca TVP la había seleccionado internamente para representar a Polonia en el Festival de la Canción de Eurovisión 2024 en Malmö, con la canción The Tower. Su canción, presentada en la primera semifinal, solo alcanzó el duodécimo puesto, sin clasificarse para la final.

## Discografía

### Álbumes de estudio
- 2022 – Nocne zmory

### EP
- 2021 – Caught in the Night

### Sencillos
- 2018 – Na wzgórzach niepokoju
- 2019 – Zastyga
- 2020 – Luna
- 2020 – Zgaś
- 2021 – Mniej
- 2021 – Wirtualne przedmieście
- 2021 – Zabierz mnie
- 2021 – Blind
- 2021 – Virtual Rivers
- 2021 – Melt Away
- 2021 – Niewypowiedziane
- 2021 – Carol of the Bells
- 2022 – Wystarczy
- 2022 – Elon Musk (W ogniu się unoszę)
- 2022 – Nie budź mnie
- 2022 – Nocne zmory
- 2022 – Czerwien moich ust
- 2022 – Dynamit
- 2023 – Już nie zasnę
- 2023 – Moja miłość
- 2023 – Lekko
- 2023 – Lost and Wild
- 2024 – The Tower
- 2024 – Alive

#### como colaboración
- 2021 – Nie proszę o więcej (Marcin Maciejczak feat. Luna)
- 2022 – Nie mój sen (Justyna Steczkowska feat. Luna)
- 2022 – Ciepło-Zimno (Marie feat. Luna)
- 2023 – Subterranean (Miss Monique & Avira feat. Luna)